# Acacia hybrida
Acacia hybrida é uma espécie de leguminosa do gênero Acacia, pertencente à família Fabaceae.